# Lúcio Ebúcio Helva
Lúcio Ebúcio Helva ou Elva (em latim:  Lucius Aebutius Helva) foi um político da gente Ebúcia nos primeiros anos da República Romana eleito cônsul em 463 a.C. com Públio Servílio Prisco. Era filho de Tito Ebúcio Helva, cônsul em 499 a.C.

## Consulado
Lúcio Ebúcio foi eleito em 463 a.C. com Públio Servílio Prisco e, como ele, morreu no mesmo ano durante uma epidemia de peste que assolou Roma. Notícias chegaram dos hérnicos que uma força de volscos e équos haviam invadido seu território, mas Roma estava incapacitada de lutar, até mesmo para defender seu território. Foi somente pelo interesse maior pelo saque que pela conquista de Roma que os inviasores não tomaram a cidade de Roma, cuja população foi dizimada pela epidemia. Os hérnicos foram derrotados e avançaram até Roma, mas, sem encontrar nada para saquear, recuaram:
| “ | Sem um líder e sem forças, a cidade despopulada foi protegida apenas pelo seus deuses tutelares e pela boa sorte, que inspirou nos volscos e équos um comportamento mais de ladrões que de inimigos. Na verdade, suas intenções estavam longe de terem alguma esperança, não apenas de vencer, mas de chegar perto das muralhas de Roma e a vista de longe dos tetos e colinas adiante fizeram com que o exército inteiro começasse a murmurar em desaprovação: eles questionavam por que desperdiçariam tempo numa região desolada e abandonada, onde não havia oportunidade de saque, apenas cadáveres de homens e animais, quando podiam invadir uma terra abençoada pelos deuses e inviolada, a região de Túsculo. | ” |
|   | — Lívio, Ab Urbe Condita, III.7. |   |

Segundo Dionísio, os équos chegaram até as muralhas de Roma, mas encontrando-a bem protegida pela sua localização e seus muros, não sendo eles especialistas na arte do cerco, retiraram-se, preferindo saquear toda a região.
Uma força de latinos e hérnicos caiu sobre eles nos montes Albanos, mas sofreram duras perdas